# Ouverture pour une comédie
L'Ouverture pour une comédie est une œuvre orchestrale d'Augusta Holmès composée en 1870.

## Contexte historique
Augusta Holmès compose sa pièce en 1870. Sur le manuscrit, on peut lire notamment « œuvre d'enfance !! », laissant penser par cet ajout postérieur que l'œuvre n'est probablement pas de la qualité qu'espérait la compositrice.

## Structure
La pièce est faite d'un seul mouvement.

## Discographie
- Orchestral works : Andromède, Irlande, Ouverture pour une Comédie, La Nuit et l'Amour, Pologne, dir. Patrick Davin et Samuel Friedmann, Orchestre philharmonique de Rhénanie-Palatinat.